# Младенович, Кристина
Кристи́на (Кики) Младе́нович (серб. Кристина Младеновић, фр. Kristina Mladenovic; род. 14 мая 1993, Сен-Поль-сюр-Мер, Франция) — французская теннисистка сербского происхождения. Победительница девяти турниров Большого шлема в парном разряде (шесть в женских парах и три в миксте); финалистка семи турниров Большого шлема (пять в женских парах и два в миксте); победительница двух Итоговых турниров WTA в парном разряде (2018 и 2019); победительница 29 турниров WTA (из них один в одиночном разряде); победительница Кубка Федерации (2019); бывшая первая ракетка мира в парном разряде.
Победительница одного юниорского турнира Большого шлема в одиночном разряде (Открытый чемпионат Франции-2009); бывшая первая ракетка мира в юниорском рейтинге ITF (2009).

## Общая информация
Родители Кристины — Дзенита и Драган — бывшие профессиональные спортсмены из СФРЮ, в своё время иммигрировавшие во Францию. У Кристины есть брат Лука (студент, пробует себя в футболе).
Родители привели Младенович в теннис, когда той было семь лет. Отец с тех пор помогает Кристине в тренировочном процессе, ныне числясь её тренером по физподоготовке. Позже уроженку департамента Нор тренировал известный французский теннисист Жорж Говен.
Кристина считает своим любимым покрытием траву.
До 2019 года была в отношениях с австрийским теннисистом Домиником Тимом.

## Спортивная карьера

### Начало карьеры

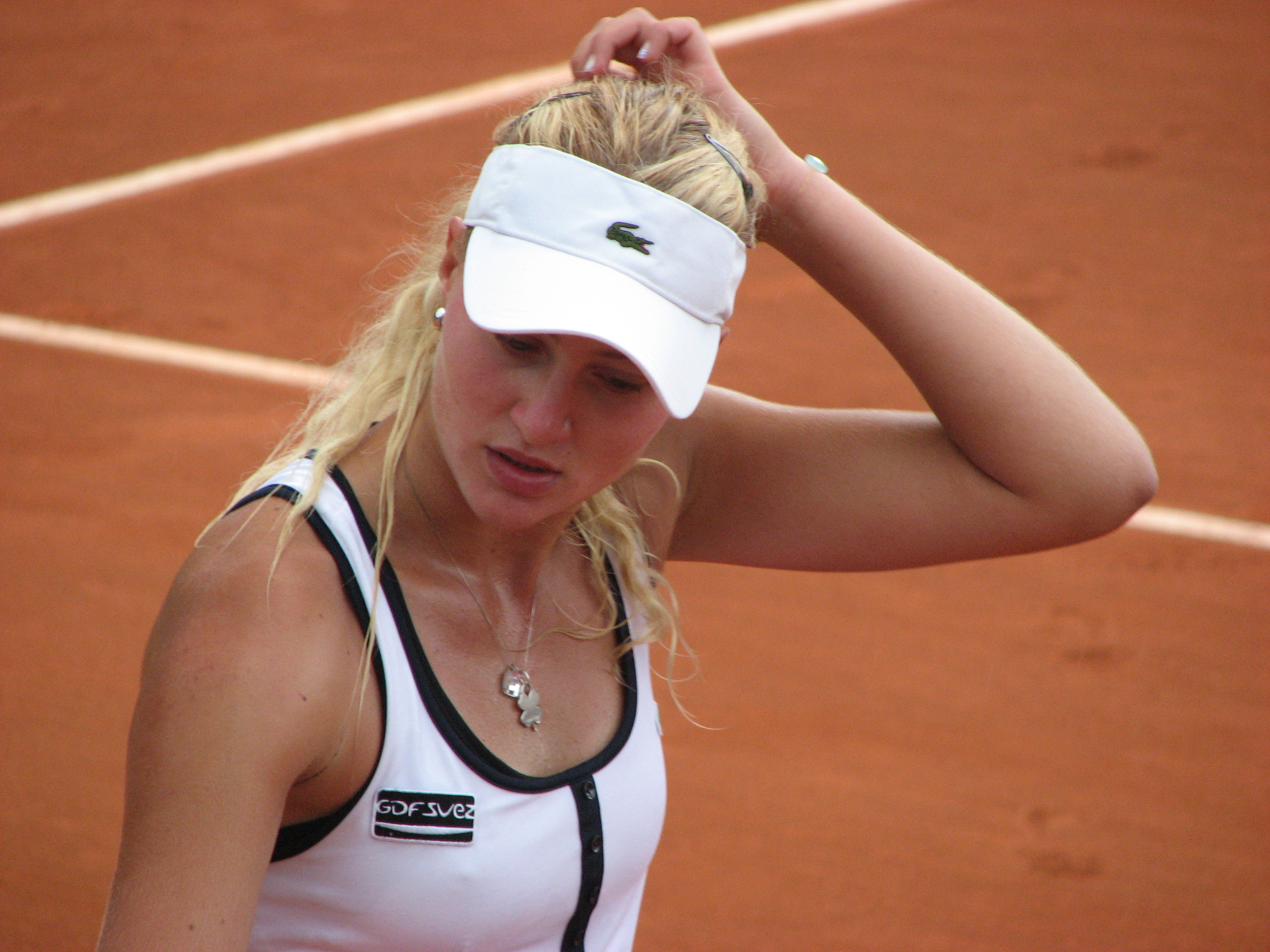
Младенович на Открытом чемпионате Франции 2009 года

В 2008 году в возрасте 15 лет Младенович дебютировала на турнирах серии Большого шлема, получив специальное приглашение на парный турнир Открытого чемпионата Франции. В январе 2009 года она впервые сыграла и в одиночках, получив приглашение на Открытый чемпионат Австралии. В первом раунде того турнира француженка в трёх сетах (6-2, 4-6, 2-6) проиграла 15-й ракетке мира на тот момент Патти Шнидер. В апреле на парном турнире ITF с минимальным призовым фондом Кристина завоевала первый титул. На Открытом чемпионате Франции она также сыграла в основной сетке, но вновь проиграла в первом раунде. На Ролан Гаррос она также сыграла и на юниорских соревнованиях, где её ждал успех. В финале одиночных соревнований среди девушек Младенович обыграла россиянку Дарью Гаврилову. На юниорском Уимблдонском турнире она смогла выйти в финал, но проиграла Ноппаван Летчивакан. Также в том сезоне она дебютировала в основных соревнованиях Открытого чемпионата США и проиграла в первом раунде.
На Открытом чемпионате Франции 2011 года Младенович в первом раунде попадает на 11-ю в мире Ли На и уступает в двух сетах. За сезон 2011 года Кристина выигрывает по одному 50-тысячнику ITF в одиночном и парном разряде, а также 3 одиночных и 5 парных 25-тысячника ITF. На Ролан Гаррос этого года она вновь проигрывает в первом раунде. В июне в парном розыгрыше турнира в Копенгагене Младенович совместно с Катажиной Питер впервые выходит в финал соревнований WTA-тура.
В феврале 2012 года Младенович сыграла первые матчи за сборную Франции в розыгрыше Кубка Федерации. В середине сезона она приняла участие в основном сетке Ролан Гаррос и Уимблдона, но вновь не смогла преодолеть стадию первого раунда. После Уимблдона француженка приняла участие в летних Олимпийских играх в Лондоне. Она выступила в парном разряде совместно с Ализе Корне и проиграла уже на старте. В августе на турнире серии Премьер 5 в Монреале ей удалось завоевать дебютный титул WTA. Произошло это в парных соревнованиях, где она сыграла в одной команде с Клаудией Янс-Игнацик.
На Открытом чемпионате США в индивиндуальных соревнованиях ей удалось сломить барьер первого раунда на Больших шлемах. В розыгрыше турнира она переиграла Марину Эракович и теннисистку из Топ-20 Анастасию Павлюченкову, сумев таким образом выйти в третий раунд. На этой стадии она проиграла соотечественнице Марион Бартоли (11-я в мире). Успешно Кристина выступила в сентябре на турнире в Квебеке. В одиночном соревновании она вышла в полуфинал, начав выступления с квалификационного отбора. В парном же розыгрыше завоевала главный приз в альянсе с Татьяной Малек. Осенью 2012 года она впервые входит в Топ-100 женской классификации. В начале ноября Младенович удался победный дубль на турнире младшей серии WTA 125 в Тайбэе.

### 2013—2015 (победы в Миксте)
На Открытом чемпионате Австралии 2013 года Кристина впервые вышла во второй раунд. После него на турнире в Париже ей удалось пройти в 1/2 финала и обыграть двух сеяных теннисисток: Юлию Гёргес (19-я в мире) и Петру Квитову (8-я). На турнире в Мемфисе француженка доходит до 1/4 финала, а в парном разряде выигрывает трофей в дуэте с Галиной Воскобоевой. На турнире в Флорианополисе ей удалось дойти до полуфинала. Перейдя весной на грунт, Младенович выходит в четвертьфинал в Марракеше, а в парном разряде выигрывает два титула на турнирах в Чарлстоне и Оэйраше. На чемпионате Франции она во втором раунде проиграла Саманте Стосур (9-я ракетка мира). В парном разряде смогла выйти в четвертьфинал, выступая с Воскобоевой, а в Миксте с Даниэлем Нестором выходит в финал.
На Уимблдонском турнире 2013 года в первом раунде её соперницой стала Мария Шарапова (№ 3 в мире). Младенович не смогла обыграть россиянку, зато в соревнованиях смешанных пар её ждал успех. Выступая на Уимблдоне с известным парником Даниэлем Нестором, француженка выиграла первый в карьере Большой шлем. Их пара смогла одолеть в решающих раундах трёх первых номеров посева.
| Стадия  | Соперники                        | Посев | Счёт              |
| 2 раунд | Йоханна Конта Доминик Инглот     | WC    | 3-6 6-3 6-4       |
| 3 раунд | Кара Блэк Айсам-уль-Хак Куреши   |       | 3-6 6-3 6-2       |
| 1/4     | Саня Мирза Хория Текэу           | 2     | 7-6(5) 7-6(5)     |
| 1/2     | Катарина Среботник Ненад Зимонич | 3     | 6-2 6-7(4) [11-9] |
| Финал   | Лиза Реймонд Бруно Соарес        | 1     | 5-7 6-2 8-6       |

В июле в паре с Катажиной Питер она выиграла титул в Палермо. На Открытом чемпионате США она выбывает во втором раунде. В сентябре доходит до четвертьфинала в Квебеке. В октябре выигрывает парный трофей на соревнованиях в Осаке. 2013 год Младенович завершает на 56-м месте в одиночном и 19-м в парном рейтингах.
На Открытом чемпионате Австралии в одиночках Кристина выбыла уже на старте, а в Миксте смогла выиграть титул, выступая с канадским теннисистом Даниэлем Нестором. В том розыгрыше они не проиграли ни одного сета.
| Стадия  | Соперники                       | Посев | Счёт    |
| 1 раунд | Се Шувэй Равен Класен           |       | 7-5 6-3 |
| 2 раунд | Лиза Реймонд Мариуш Фирстенберг |       | 6-4 6-1 |
| 1/4     | Даниэла Гантухова Леандер Паес  |       | 6-3 6-3 |
| 1/2     | Чжэн Цзе Скотт Липски           |       | 6-3 6-1 |
| Финал   | Саня Мирза Хория Текэу          | 6     | 6-3 6-2 |

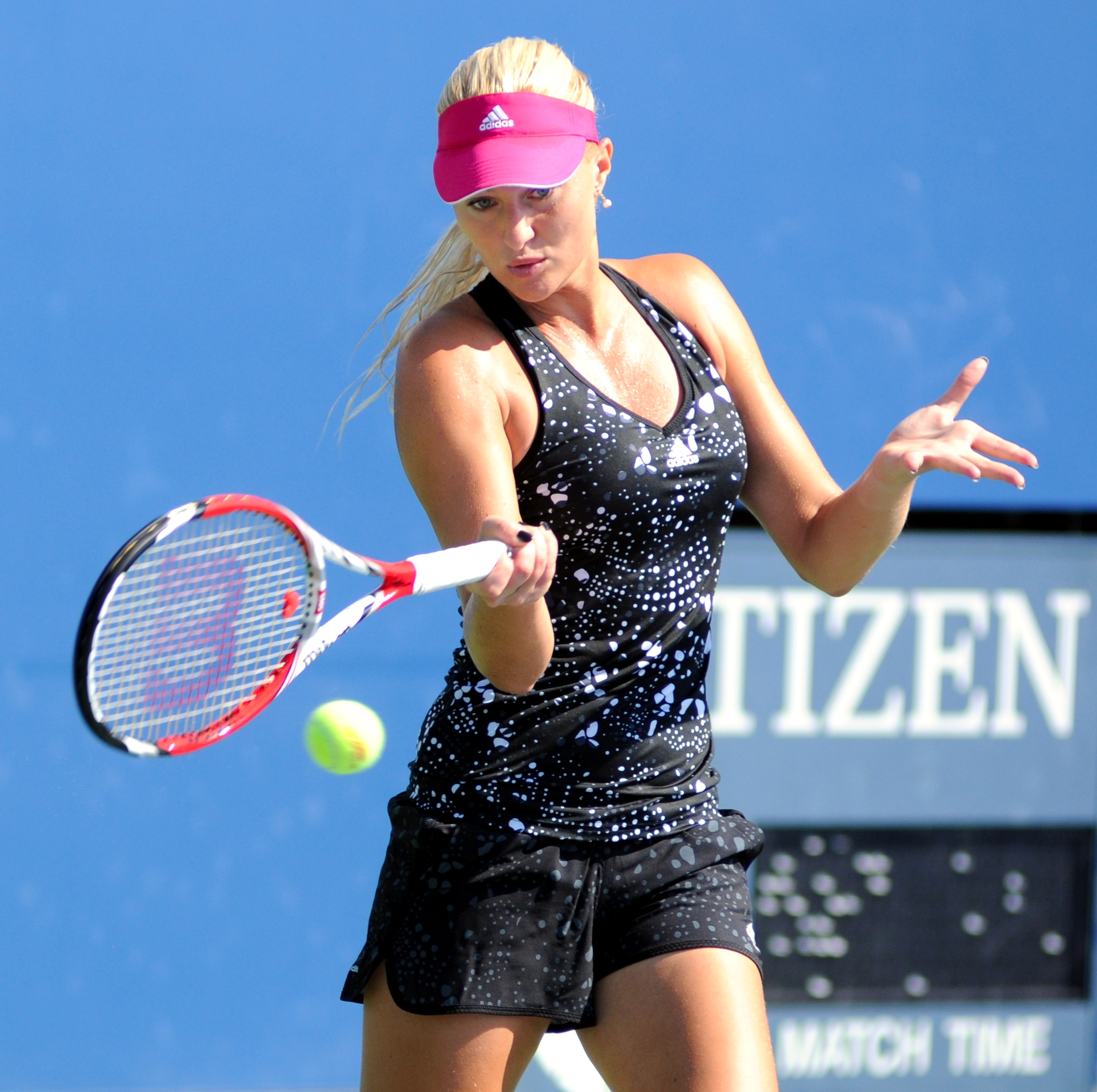
Младенович во время Открытого чемпионата США 2014 года

Вплоть до Открытого чемпионата Франции Младенович выступает неудачно и теряет место в Топ-100 мирового одиночного рейтинга. В парных соревнованиях в феврале она выиграла турнир в Акапулько совместно Галиной Воскобоевой. На Ролан Гаррос в первом раунде ей удается неожиданно обыграть вторую сеяную Ли На 7-5, 3-6, 6-1. В целом на турнире она прошла до третьего раунда, где проиграла Андрее Петкович. Летом она смогла добиться отличного результата на Уимблдонском турнире. Если в одиночном разряде Младенович проиграла уже в первом раунде, то в парных соревнованиях смогла выйти в финал, выступив на турнире с венгеркой Тимеей Бабош. В июле Кристине удалось выйти в полуфинал в Стамбуле, четвертьфинал в Баку и Вашингтоне, а также вернуть себе место в Топ-100 мирового рейтинга. На Открытом чемпионате США в первом раунде она уступила 4-й ракетке мира Петре Квитовой. Год она завершила на 81-й строчке в одиночках и 17-й в парах.
Сезон 2015 года получился у Младенович еще более успешным чем предыдущий. На Открытом чемпионате Австралии это года она выбыла на стадии второго раунда, а в Миксте в паре с Нестором смогла дойти до финала. В феврале с Тимеей Бабош она выиграла парный титул турнира в Дубае. В марте она вышла в 1/4 финала в Монтеррее. В апреле на грунтовых соревнованиях в Марракеше проходит в стадию 1/2 финала в одичном разряде, а в парном выигрывает титул в альянсе с венгеркой Бабош. В мае, выступив вновь в паре с Бабош, француженка смогла победить на турнире серии Премьер 5 в Риме. За неделю до Ролан Гаррос на турнире в Страсбурге Младенович впервые в карьере выходит в финал WTA в одиночном разряде. В борьбе за главный приз Кристина проигрывает Саманте Стосур 6-3, 2-6, 3-6. В первом раунде Открытого чемпионата Франции она смогла выбить с турнира 6-ю ракетку мира Эжени Бушар 6-4, 6-4. Далее она выиграла еще один матч и закончила свои выступления в третьем раунде.
В июне 2015 года на травяной части сезона Младенович начинает с выхода в четвертьфинал в Хертогенбосе. На турнире в Бирмингеме она вышла в полуфинал. В матче второго раунда Кристина обыграла Эжени Бушар (№ 11 в мире на тот момент), а в четвертьфинале Симону Халеп (№ 3 в мире) со счётом 2-6, 6-0, 7-6(4). На Уимблдонском турнире француженка вышла в третьем раунде на Викторию Азаренко и уступила ей в двух сетах. В женском парном розыгрыше турнира она совместно с Бабош достигает полуфинала. В начале августа Младенович выиграла парный приз в Вашингтоне, выступая на турнире совместно с Белиндой Бенчич. На Открытом чемпионате США француженка смогла обыграть: Светлану Кузнецова (30-й номер посева), Бояну Йовановски, Дарью Касаткину и Екатерину Макарову (13-й номер посева). Таким образом она впервые вышла в четвертьфинал Большого шлема в одиночном разряде. В борьбе за полуфинал её обыграла итальянка Роберта Винчи. В октябре на турнире в Тяньцзине французская теннисистка проходит в четвертьфинал. Благодаря своим выступлениям в парах по ходу сезона, Бабош и Младенович отобрались на Финал тура WTA. На групповом этапе этого турнира их дуэт смог выиграть одну из трёх встреч и завершил выступления. По итогам 2015 года Кристина в одиночном рейтинге заняла 29-е место, а в парной классификации вошла в Топ-10, заняв 9-ю строчку.

### 2016—2017 (победа на парном Ролан Гаррос и топ-10 в одиночном рейтинге)

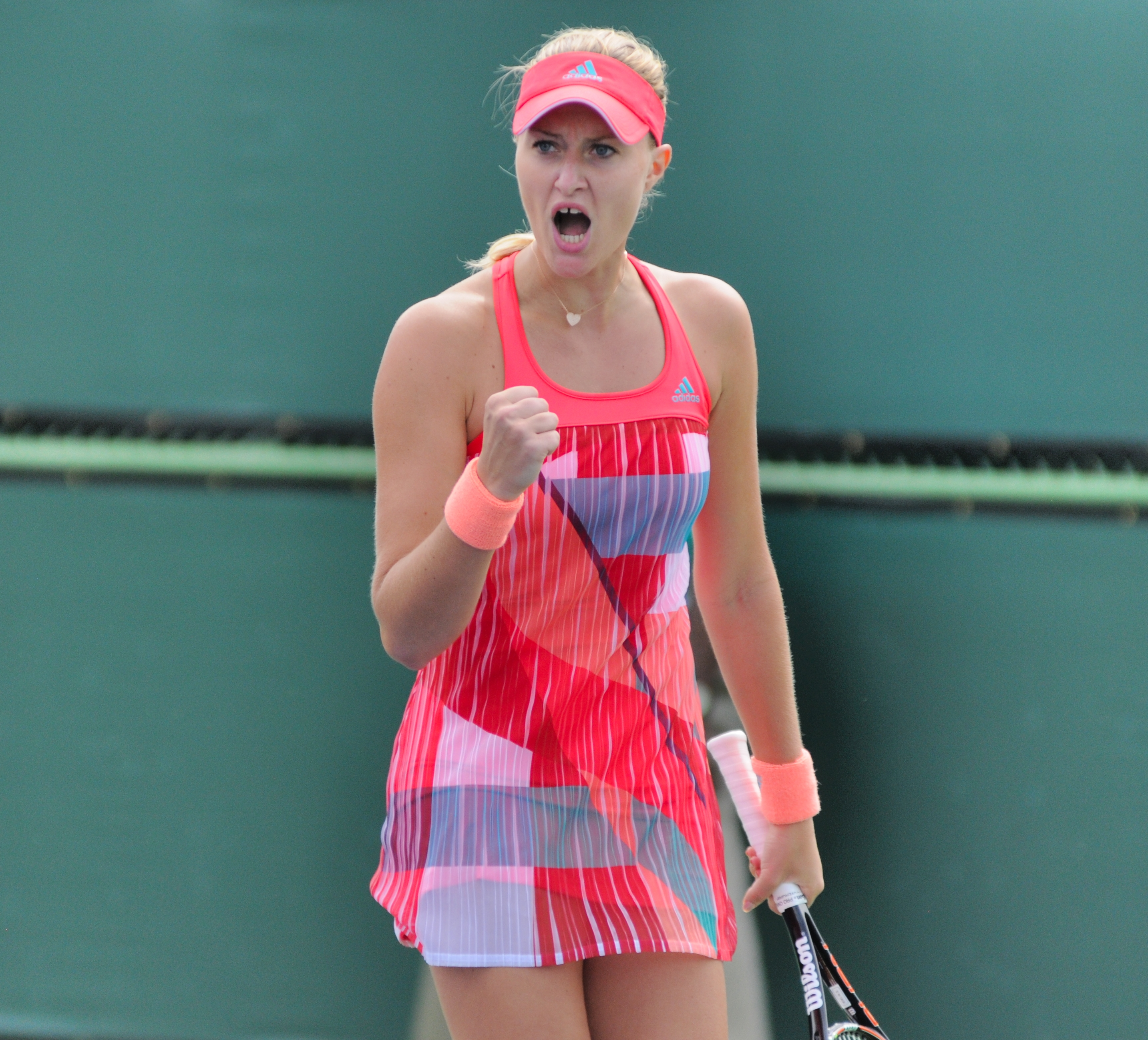
Младенович на турнире в Индиан-Уэлсе 2016 года

На Открытом чемпионате Австралии 2016 года Младенович прошла в стадию третьего раунда. В первой части сезона в одиночных соревнованиях выступает не слишком удачно, выбывая на ранних стадиях. В парных выступлениях дела обстояли значительно лучше. За апрель и начало мая 2016 года она выиграла три титула на грунтовых турнирах в Чарлстоне, Штутгарте и Мадриде. Все три трофея она завоевала с одной партнёршей — Каролин Гарсией. В одиночном разряде лучшим достижением этого отрезка стал выход в полуфинал турнира в Страсбурге в мае. На Открытом чемпионате Франции 2016 года главного результата она достигла в парном разряде, где вместе со своей соотечественницей Каролин Гарсией смогла выиграть титул Большого шлема. В финале они смогли переиграть россиянок Елену Веснину и Екатерину Макарову — 6-3, 2-6, 6-4. Пара, состоящая полностью из француженок, выиграла домашний турнир Большого шлема впервые с 1971 года. По окончании турнира Гарсия поднялась на четвёртое место в мировом парном рейтинге. В одиночном разряде на Ролан Гаррос Младенович проиграла в третьем раунде Серене Уильямс. В миксте совместно с Пьером-Югом Эрбером она вышла в полуфинал.
В июне 2016 года на траве в Хертогенбосе Младенович смогла выйти в свой второй одиночный в финал, в котором проиграла Коко Вандевеге — 5-7, 5-7. Перед Уимблдоном она смогла выйти в четвертьфинал в Истборне. На самом Уимблдоне она проиграла уже в первом раунде, а в парном разряде с Гарсией доиграла до четвертьфинала. Летом она выступила на Олимпийских играх, которые проводились в Рио-де-Жанейро. В одиночном разряде она проиграла на стадии второго раунда, а в парном разряде и миксте неожиданно выбыла уже на старте. На Открытом чемпионате США Гарсия и Младенович дошли до парного финала, в котором проиграли Бетани Маттек-Сандс и Луции Шафаржовой — 6-2, 6-7(5), 4-6. В октябре Младенович сыграла в ещё одном финале в одиночном разряде в Гонконге, но вновь проиграла — на этот раз Каролине Возняцки — 1-6, 7-6, 2-6. В том же месяце Младенович достигла второго места в парном рейтинге. В концовке сезона она сыграла в финале Кубка Федерации, в котором француженки проиграли сборной Чехии.
На старте сезона 2017 года Младенович сыграла в альянсе с Ришаром Гаске на неофициальном командном турнире Кубок Хопмана. Французская команда смогла выиграть титул, обыграв в финале команду США. На Открытом чемпионате Австралии Гарсия и Младенович смогли выйти в полуфинал в женских парах. В феврале Кристина выиграла свой первый и пока единственный титул WTA в одиночном разряде. В своём четвёртом финале в Туре, который пришёлся на турнир в Санкт-Петербурге, она наконец-то победила, обыграв свою соперницу Юлию Путинцеву со счётом 6-2, 6-7, 6-4. В начале марта Младенович сыграла ещё в одном финале на турнире в Акапулько, однако на этот раз проиграла Лесе Цуренко из Украины — 1-6, 5-7. Хорошую игру она показала в марте на Премьер-турнире высшей категории в Индиан-Уэлсе, пройдя в полуфинал. По пути были побеждены соперницы — немка Анника Бек, № 4 в мире Симона Халеп, Лорен Дэвис из США и в трёх сетах Каролина Возняцки из Дании. В 1/2 финала Кристина потерпела поражение от Елены Весниной из России со счетом 3-6, 4-6. Это выступление позволило француженке войти в топ-20 одиночного рейтинга.
В апреле 2017 года Младенович помогла Франции в Кубке Федерации обыграть сборную Испании, одержав две победы. В том же месяце на грунтовом турнире в Штутгарте она вышла в финал, одержав четыре победы. Три победы в двух сетах — над хорваткой Мирьяной Лучич-Барони второй ракеткой мира Анжеликой Кербер и Карлой Суарес Наварро из Испании. В полуфинале была добыта трудная победа над Марией Шараповой — 3-6, 7-5, 6-4. В финале Младенович не смогла сломить сопротивление немки Лауры Зигемунд — 1-6, 6-2, 6-7. В мае Младенович прекрасно себя проявила на престижном турнире в Мадриде и впервые сыграла в финале турнира этого уровня. На пути к нему она обыграла Лорен Дэвис, Осеан Додан, Сорану Кырстя и в полуфинале россиянку Светлану Кузнецову (6-4, 7-6). В финале она навязала борьбу Симоной Халеп, но все-таки уступила со счётом 5-7, 7-6(5), 2-6. На Открытом чемпионате Франции Младенович в четвёртом раунде переиграла № 5 в мире Гарбинье Мугурусу со счётом 6-1, 3-6, 6-3 и во второй раз в карьере вышла в 1/4 финала Большого шлема в одиночном разряде. В борьбе за полуфинал она проиграла швейцарской теннисистке Тимее Бачински.
Перед Уимблдоном 2017 года Младенович вышла в четвертьфинал на турнирах в Хертогенбосе и Бирмингеме. На самом Уимблдонском турнире она проиграла во втором раунде, а в парном разряде доиграла до четвертьфинала, выступив совместно с Светланой Кузнецовой. Осенью, несмотря на неудачные в целом выступления, Младенович на две недели смогла подняться в одиночном рейтинге в топ-10.

### 2018—2019 (парные титулы Большого шлема, № 1 парного рейтинга и победа в Кубке Федерации)

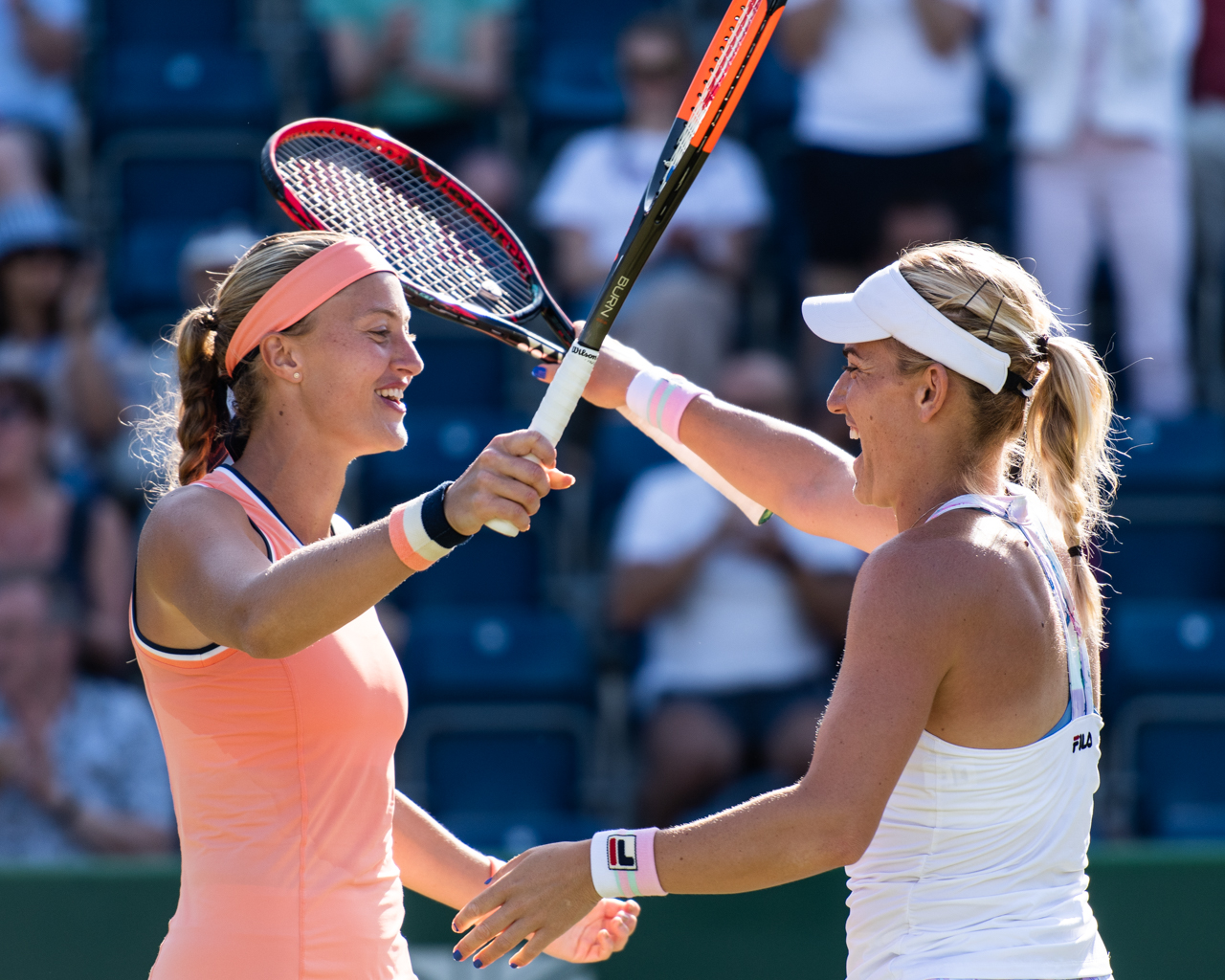
Младенович (слева) и Бабош на турнире в Бирмингеме 2018 года

С 2018 года постоянной партнёршей Младенович по выступлениям в парном разряде стала венгерка Тимея Бабош. Уже на первом совместном турнире в сезоне они смогли завоевать титул. На Открытом чемпионате Австралии Бабош и Младенович стали чемпионками, обыграв в финале россиянок Елену Веснину и Екатерину Макарову — 6-4, 6-3. Это вторая победа Кристины на турнирах серии Большого шлема в женском парном разряде. В начале февраля на турнире в Санкт-Петербурге Кристина Младенович добралась до финала, но в решающем матче уступила Петре Квитовой из Чехии (1-6, 2-6). Затем игра Младенович пошла на спад. Лучшими результатами стали выход в четвертьфинала в Акапулько, а также третий раунд в Индиан-Уэлсе и Мадриде. В июне Бабош и Младенович взяли парный трофей турнира в Бирмингеме, а на Уимблдоне доиграли до 1/4 финала. В одиночном разряде Уимблдона французская теннисистка остановилась на стадии третьего раунда. В сентябре Бабош и Младенович имели шанс выиграть второй Большой шлем в сезоне, но в парном финале Открытого чемпионата США проиграли Эшли Барти и Коко Вандевеге — 6-3, 6-7(2), 6-7(6). На Итоговом турнире они смогли реабилитироваться, обыграв в полуфинале Барти и Вандевеге и затем выиграли завершающий сезон турнир. В решающем матче Бабош и Младенович нанесли поражение чешском дуэту Барбора Крейчикова и Катерина Синякова — 6-4, 7-5. Кристина закончила сезон в топ-50 одиночного рейтинга и на третьем месте в парном.
В январе 2019 года Бабош и Младенович второй сезон подряд смогли выйти в финала Открытого чемпионата Австралии в парах. На этот раз титул им не достался. В последнем матче турнира они уступили Саманте Стосур и Чжан Шуай со счётом 3-6, 4-6. В феврале на Премьер-турнире в Дубае Младенович смогла впервые в карьере обыграть действующую первую ракетку мира. В матче второго раунда была повержена Наоми Осака — 6-3, 6-3. В апреле 2019 года Кристина на турнирах в Монтеррее и в Стамбуле дошла до четвертьфинала. В Стамбуле она также смогла выиграть 20-й парный титул WTA в карьере, сыграв в команде с Тимеей Бабош. В мае, начав с квалификации турнир серии Премьер 5 в Риме, Младенович смогла обыграть Каролин Гарсию, Белинду Бенчич, Эшли Барти и вышла в четвертьфинал. На Ролан Гаррос её ждал успех в парном разряде. Бабош и Младенович смогли выиграть второй совместный Большой шлем, переиграв в финале китаянок Дуань Инъин и Чжэн Сайсай со счётом 6-2, 6-3. Для Младенович это вторая победа на Ролан Гаррос в парах. Престижный титул также позволил ей впервые возглавить мировой парный рейтинг и продержаться на вершине четыре недели подряд.
На Уимблдоне 2019 года Бабош и Младенович доиграли до стадии 1/2 финала. В одиночном разряде на Уимблдоне и следующем турнире Большого шлема — Открытом чемпионате США Младенович проигрывала во втором раунде. В парном разряде в США Бабош и Младенович остановились в четвертьфинале. В сентябре Младенович смогла выйти в полуфинал турнира в Чжэнчжоу, а в октябре до этой же стадии добралась в Москве. На Итоговом турнире в альянсе с Бабош она второй год подряд выиграла титул, обыграв в финале Се Шувэй и Барбору Стрыцову — 6-1, 6-3. В концовке сезона Младенович ждала ещё победа за Сборную Франции в Кубке Федерации. Она стала главной звездой финала против Австралии. В одиночном разряде Кристина выиграла обе встречи, в том числе и у первой ракетки мира Эшли Барти (2-6, 6-4, 7-6). В паре с Младенович она выиграла решающий парный матч у Эшли Барти и Саманты Стосур со счётом 6-4, 6-3.

### 2020—2021 (парные титулы в Австралии и Франции и № 1 парного рейтинга)
В начале 2020 года Бабош и Младенович третий сезон подряд сыграли в финале парного Открытого чемпионата Австралии и одержали свою вторую победу. В титульном матче он обыграли Се Шувэй и Барбору Стрыцову — 6-2, 6-1. В феврале Младенович на одну неделю возглавила парный рейтинг. В октябре Бабош и Младенович смогли выиграть второй Большой шлем в сезоне на кортах Ролан Гаррос. В решающем матче они нанесли поражение Алексе Гуарачи и Дезире Кравчик — 6-4, 7-5.
В начале сезона 2021 года Младенович сделала паузу в выступлениях в парном разряде. В одиночном разряде её результаты оказались скромными. На Открытом чемпионате Австралии она вышла в третий раунд, а в марте на турнире в Лионе доиграла до четвертьфинала. В мае она вернулась к выступлением в парном разряде и на первом для себя турнире в сезоне в Риме доиграла до финала в команде с Маркетой Вондроушовой. После этого она вновь на три недели возглавила парный рейтинг WTA. В июне Младенович сыграла в четвертьфинале турнира в Ноттингеме. Олимпиада, которая состоялась в Токио, сложилась для Кристины неудачно. Она проиграла в первом раунде во всех разрядах. В августе Младенович сыграла в 1/4 финала турнира в Чикаго.

## Итоговое место в рейтинге WTA по годам
| Год  | Одиночный рейтинг | Парный рейтинг |
| 2024 | 199               | 26             |
| 2023 | 249               | 70             |
| 2022 | 112               | 18             |
| 2021 | 92                | 24             |
| 2020 | 49                | 3              |
| 2019 | 40                | 2              |
| 2018 | 44                | 3              |
| 2017 | 11                | 26             |
| 2016 | 42                | 2              |
| 2015 | 29                | 9              |
| 2014 | 81                | 17             |
| 2013 | 56                | 19             |
| 2012 | 76                | 28             |
| 2011 | 183               | 100            |
| 2010 | 354               | 270            |
| 2009 | 202               | 530            |
| 2008 | 1 005             |                |

## Выступления на турнирах

### Финалы турнировWTAв одиночном разряде (8)

#### Победы (1)
| Легенда:                                     |
| -------------------------------------------- |
| Турниры Большого шлема (0+6+3)*              |
| Олимпиада (0)                                |
| Итоговый турнир WTA (0+2)                    |
| Premier Mandatory / WTA 1000 Mandatory (0+1) |
| Premier 5 / WTA 1000 (0+3)                   |
| Premier / WTA 500 (1+4)                      |
| International / WTA 250 (0+12)               |

| Титулы по покрытиям | Титулы по месту проведения матчей турнира |
| ------------------- | ----------------------------------------- |
| Хард (1+13+2)*      | Зал (1+4)                                 |
| Грунт (0+14)        | Зал (1+4)                                 |
| Трава (0+1+1)       | Открытый воздух (0+24+3)                  |
| Ковёр (0)           | Открытый воздух (0+24+3)                  |

* количество побед в одиночном разряде + количество побед в парном разряде + количество побед в миксте.
| №  | Дата           | Турнир                  | Покрытие   | Соперница в финале | Счёт           |
| 1. | 5 февраля 2017 | Санкт-Петербург, Россия | Хард (зал) | Юлия Путинцева     | 6-2 6-7(3) 6-4 |

#### Поражения (7)
| №  | Дата            | Турнир                  | Покрытие    | Соперница в финале | Счёт           |
| 1. | 23 мая 2015     | Страсбург, Франция      | Грунт       | Саманта Стосур     | 6-3 2-6 3-6    |
| 2. | 11 июня 2016    | Хертогенбос, Нидерланды | Трава       | Коко Вандевеге     | 5-7 5-7        |
| 3. | 16 октября 2016 | Гонконг                 | Хард        | Каролина Возняцки  | 1-6 7-6(4) 2-6 |
| 4. | 4 марта 2017    | Акапулько, Мексика      | Хард        | Леся Цуренко       | 1-6 5-7        |
| 5. | 30 апреля 2017  | Штутгарт, Германия      | Грунт (зал) | Лаура Зигемунд     | 1-6 6-2 6-7(5) |
| 6. | 13 мая 2017     | Мадрид, Испания         | Грунт       | Симона Халеп       | 5-7 7-6(5) 2-6 |
| 7. | 4 февраля 2018  | Санкт-Петербург, Россия | Хард (зал)  | Петра Квитова      | 1-6 2-6        |

### Финалы турнировWTA 125иITFв одиночном разряде (14)

#### Победы (7)
| Легенда:                    |
| --------------------------- |
| WTA 125 (1+3)*              |
| 100.000 USD (0+3)           |
| 80.000 (75.000)** USD (0)   |
| 60.000 (50.000)** USD (3+1) |
| 40.000 USD (0+1)            |
| 25.000 USD (3+6)            |
| 15.000 (10.000)** USD (0+1) |

** призовой фонд до 2017 года
| Титулы по покрытиям | Титулы по месту проведения матчей турнира |
| ------------------- | ----------------------------------------- |
| Хард (5+6)*         | Зал (4+5)                                 |
| Грунт (2+7)         | Зал (4+5)                                 |
| Трава (0+1)         | Открытый воздух (3+10)                    |
| Ковёр (0+1)         | Открытый воздух (3+10)                    |

* количество побед в одиночном разряде + количество побед в парном разряде.
| №  | Дата            | Турнир                 | Покрытие   | Соперница в финале | Счёт           |
| 1. | 6 февраля 2011  | Саттон, Великобритания | Хард (зал) | Мона Бартель       | 6-3 1-6 6-2    |
| 2. | 13 февраля 2011 | Стокгольм, Швеция      | Хард (зал) | Аранча Рус         | 6-3 6-4        |
| 3. | 19 июня 2011    | Падуя, Италия          | Грунт      | Карин Кнапп        | 3-6 6-4 6-0    |
| 4. | 24 декабря 2011 | Анкара, Турция         | Хард (зал) | Валерия Савиных    | 7-5 5-7 6-1    |
| 5. | 4 ноября 2012   | Тайбэй, Тайвань        | Хард (зал) | Чжан Кайчжэнь      | 6-4 6-3        |
| 6. | 12 июня 2022    | Казерта, Италия        | Грунт      | Камилла Розателло  | 6-4 4-6 7-6(3) |
| 7. | 16 октября 2022 | Монастир, Тунис        | Хард       | Тамара Зиданшек    | 6-1 3-6 7-5    |

#### Поражения (7)
| №  | Дата            | Турнир                     | Покрытие   | Соперница в финале  | Счёт           |
| 1. | 11 апреля 2009  | Фоджа, Италия              | Грунт      | Анна Коженяк        | 3-6 1-6        |
| 2. | 3 декабря 2011  | Дубай, ОАЭ                 | Хард       | Ноппаван Летчивакан | 5-7 4-6        |
| 3. | 9 ноября 2014   | Лимож, Франция             | Хард (зал) | Тереза Смиткова     | 6-7(4) 5-7     |
| 4. | 26 декабря 2021 | Сеул, Южная Корея          | Хард (зал) | Чжу Линь            | 0-6 4-6        |
| 5. | 23 июля 2023    | Порту, Португалия          | Хард       | Изабелла Шиникова   | 4-6 5-7        |
| 6. | 3 декабря 2023  | Трнава, Словакия           | Хард (зал) | Арина Родионова     | 6-7(1) 7-5 1-6 |
| 7. | 28 июля 2024    | Фигейра-да-Фош, Португалия | Хард       | Анастасия Захарова  | 2-6 1-6        |

### Финалы турниров Большого шлема в парном разряде (11)

#### Победы (6)
| №  | Год  | Турнир                           | Покрытие | Партнёрша      | Соперницы в финале               | Счёт        |
| 1. | 2016 | Открытый чемпионат Франции       | Грунт    | Каролин Гарсия | Елена Веснина Екатерина Макарова | 6-3 2-6 6-4 |
| 2. | 2018 | Открытый чемпионат Австралии     | Хард     | Тимея Бабош    | Елена Веснина Екатерина Макарова | 6-4 6-3     |
| 3. | 2019 | Открытый чемпионат Франции (2)   | Грунт    | Тимея Бабош    | Дуань Инъин Чжэн Сайсай          | 6-2 6-3     |
| 4. | 2020 | Открытый чемпионат Австралии (2) | Хард     | Тимея Бабош    | Се Шувэй Барбора Стрыцова        | 6-2 6-1     |
| 5. | 2020 | Открытый чемпионат Франции (3)   | Грунт    | Тимея Бабош    | Алекса Гуарачи Дезире Кравчик    | 6-4 7-5     |
| 6. | 2022 | Открытый чемпионат Франции (4)   | Грунт    | Каролин Гарсия | Кори Гауфф Джессика Пегула       | 2-6 6-3 6-2 |

#### Поражения (5)
| №  | Год  | Турнир                       | Покрытие | Партнёрша      | Соперницы в финале                  | Счёт              |
| 1. | 2014 | Уимблдонский турнир          | Трава    | Тимея Бабош    | Роберта Винчи Сара Эррани           | 1-6 3-6           |
| 2. | 2016 | Открытый чемпионат США       | Хард     | Каролин Гарсия | Бетани Маттек-Сандс Луция Шафаржова | 6-2 6-7(5) 4-6    |
| 3. | 2018 | Открытый чемпионат США (2)   | Хард     | Тимея Бабош    | Эшли Барти Коко Вандевеге           | 6-3 6-7(2) 6-7(6) |
| 4. | 2019 | Открытый чемпионат Австралии | Хард     | Тимея Бабош    | Саманта Стосур Чжан Шуай            | 3-6 4-6           |
| 5. | 2024 | Открытый чемпионат США (3)   | Хард     | Чжан Шуай      | Людмила Киченок Елена Остапенко     | 4-6 3-6           |

### Финалы Итогового турнираWTAв парном разряде (2)

#### Победы (2)
| №  | Год  | Место     | Покрытие   | Партнёрша   | Соперницы в финале                   | Счёт    |
| 1. | 2018 | Сингапур  | Хард (зал) | Тимея Бабош | Барбора Крейчикова Катерина Синякова | 6-4 7-5 |
| 2. | 2019 | Шэньчжэнь | Хард (зал) | Тимея Бабош | Се Шувэй Барбора Стрыцова            | 6-1 6-3 |

### Финалы турнировWTAв парном разряде (46)

#### Победы (28)
| №   | Дата             | Турнир                           | Покрытие   | Партнёрша           | Соперницы в финале                     | Счёт                 |
| 1.  | 12 августа 2012  | Монреаль, Канада                 | Хард       | Клаудиа Янс-Игначик | Надежда Петрова Катарина Среботник     | 7-5 2-6 [10-7]       |
| 2.  | 16 сентября 2012 | Квебек, Канада                   | Хард (зал) | Татьяна Малек       | Алиция Росольская Хезер Уотсон         | 7-6(5) 6-7(6) [10-7] |
| 3.  | 24 февраля 2013  | Мемфис, США                      | Хард (зал) | Галина Воскобоева   | София Арвидссон Юханна Ларссон         | 7-6(5) 6-3           |
| 4.  | 7 апреля 2013    | Чарлстон, США                    | Грунт      | Луция Шафаржова     | Андреа Главачкова Лизель Хубер         | 6-3 7-6(6)           |
| 5.  | 4 мая 2013       | Оэйраш, Португалия               | Грунт      | Чжань Хаоцин        | Каталин Мароши Дарья Юрак              | 7-6(3) 6-2           |
| 6.  | 14 июля 2013     | Палермо, Италия                  | Грунт      | Катажина Питер      | Каролина Плишкова Кристина Плишкова    | 6-1 5-7 [10-8]       |
| 7.  | 13 октября 2013  | Осака, Япония                    | Хард       | Флавия Пеннетта     | Саманта Стосур Чжан Шуай               | 6-4 6-3              |
| 8.  | 1 марта 2014     | Акапулько, Мексика               | Хард       | Галина Воскобоева   | Ивета Мельцер Петра Цетковская         | 6-3 2-6 [10-5]       |
| 9.  | 21 февраля 2015  | Дубай, ОАЭ                       | Хард       | Тимея Бабош         | Гарбинье Мугуруса Карла Суарес Наварро | 6-3 6-2              |
| 10. | 1 мая 2015       | Марракеш, Марокко                | Грунт      | Тимея Бабош         | Марина Заневская Лаура Зигемунд        | 6-1 7-6(5)           |
| 11. | 17 мая 2015      | Рим, Италия                      | Грунт      | Тимея Бабош         | Саня Мирза Мартина Хингис              | 6-4 6-3              |
| 12. | 8 августа 2015   | Вашингтон, США                   | Хард       | Белинда Бенчич      | Лара Арруабаррена Андрея Клепач        | 7-5 7-6(7)           |
| 13. | 10 апреля 2016   | Чарлстон, США (2)                | Грунт      | Каролин Гарсия      | Бетани Маттек-Сандс Луция Шафаржова    | 6-2 7-5              |
| 14. | 24 апреля 2016   | Штутгарт, Германия               | Грунт      | Каролин Гарсия      | Саня Мирза Мартина Хингис              | 2-6 6-1 [10-6]       |
| 15. | 7 мая 2016       | Мадрид, Испания                  | Грунт      | Каролин Гарсия      | Саня Мирза Мартина Хингис              | 6-4 6-4              |
| 16. | 5 июня 2016      | Открытый чемпионат Франции       | Грунт      | Каролин Гарсия      | Елена Веснина Екатерина Макарова       | 6-3 2-6 6-4          |
| 17. | 26 января 2018   | Открытый чемпионат Австралии     | Хард       | Тимея Бабош         | Елена Веснина Екатерина Макарова       | 6-4 6-3              |
| 18. | 24 июня 2018     | Бирмингем, Великобритания        | Трава      | Тимея Бабош         | Элизе Мертенс Деми Схюрс               | 4-6 6-3 [10-8]       |
| 19. | 28 октября 2018  | Финал тура WTA                   | Хард (зал) | Тимея Бабош         | Барбора Крейчикова Катерина Синякова   | 6-4 7-5              |
| 20. | 28 апреля 2019   | Стамбул, Турция                  | Грунт      | Тимея Бабош         | Алекса Гуарачи Сабрина Сантамария      | 6-1 6-0              |
| 21. | 9 июня 2019      | Открытый чемпионат Франции (2)   | Грунт      | Тимея Бабош         | Дуань Инъин Чжэн Сайсай                | 6-2 6-3              |
| 22. | 3 ноября 2019    | Финал тура WTA (2)               | Хард (зал) | Тимея Бабош         | Се Шувэй Барбора Стрыцова              | 6-1 6-3              |
| 23. | 31 января 2020   | Открытый чемпионат Австралии (2) | Хард       | Тимея Бабош         | Се Шувэй Барбора Стрыцова              | 6-2 6-1              |
| 24. | 11 октября 2020  | Открытый чемпионат Франции (3)   | Грунт      | Тимея Бабош         | Алекса Гуарачи Дезире Кравчик          | 6-4 7-5              |
| 25. | 5 июня 2022      | Открытый чемпионат Франции (4)   | Грунт      | Каролин Гарсия      | Кори Гауфф Джессика Пегула             | 2-6 6-3 6-2          |
| 26. | 17 июля 2022     | Лозанна, Швейцария               | Грунт      | Ольга Данилович     | Тамара Зиданшек Ульрикке Эйкери        | Без игры             |
| 27. | 25 сентября 2022 | Сеул, Южная Корея                | Хард       | Янина Викмайер      | Эйжа Мухаммад Сабрина Сантамария       | 6-3 6-2              |
| 28. | 9 октября 2022   | Монастир, Тунис                  | Хард       | Катерина Синякова   | Мию Като Анжела Куликов                | 6-2 6-0              |

#### Поражения (18)
| №   | Дата             | Турнир                       | Покрытие   | Партнёрша           | Соперницы в финале                    | Счёт              |
| 1.  | 12 июня 2011     | Копенгаген, Дания            | Хард (зал) | Катажина Питер      | Ясмин Вёр Юханна Ларссон              | 3-6 3-6           |
| 2.  | 28 апреля 2013   | Марракеш, Марокко            | Грунт      | Петра Мартич        | Тимея Бабош Мэнди Минелла             | 3-6 1-6           |
| 3.  | 4 января 2014    | Брисбен, Австралия           | Хард       | Галина Воскобоева   | Алла Кудрявцева Анастасия Родионова   | 3-6 1-6           |
| 4.  | 2 февраля 2014   | Париж, Франция               | Хард (зал) | Тимея Бабош         | Анна-Лена Грёнефельд Квета Пешке      | 7-6(7) 4-6 [5-10] |
| 5.  | 21 июня 2014     | Хертогенбос, Нидерланды      | Трава      | Михаэлла Крайчек    | Аранча Парра Сантонха Марина Эракович | 6-0 6-7(5) [8-10] |
| 6.  | 5 июня 2014      | Уимблдон                     | Трава      | Тимея Бабош         | Роберта Винчи Сара Эррани             | 1-6 3-6           |
| 7.  | 17 августа 2014  | Цинциннати, США              | Хард       | Тимея Бабош         | Ракель Копс-Джонс Абигейл Спирс       | 1-6 0-2 — отказ   |
| 8.  | 15 января 2016   | Сидней, Австралия            | Хард       | Каролин Гарсия      | Саня Мирза Мартина Хингис             | 6-1 5-7 [5-10]    |
| 9.  | 20 февраля 2016  | Дубай, ОАЭ                   | Хард       | Каролин Гарсия      | Чжуан Цзяжун Дарья Юрак               | 4-6 4-6           |
| 10. | 11 сентября 2016 | Открытый чемпионат США       | Хард       | Каролин Гарсия      | Бетани Маттек-Сандс Луция Шафаржова   | 6-2 6-7(5) 4-6    |
| 11. | 9 октября 2016   | Пекин, Китай                 | Хард       | Каролин Гарсия      | Бетани Маттек-Сандс Луция Шафаржова   | 4-6 4-6           |
| 12. | 12 мая 2018      | Мадрид, Испания              | Грунт      | Тимея Бабош         | Елена Веснина Екатерина Макарова      | 6-2 4-6 [8-10]    |
| 13. | 9 сентября 2018  | Открытый чемпионат США (2)   | Хард       | Тимея Бабош         | Эшли Барти Коко Вандевеге             | 6-3 6-7(2) 6-7(6) |
| 14. | 25 января 2019   | Открытый чемпионат Австралии | Хард       | Тимея Бабош         | Саманта Стосур Чжан Шуай              | 3-6 4-6           |
| 15. | 16 мая 2021      | Рим, Италия                  | Грунт      | Маркета Вондроушова | Гильяна Ольмос Шэрон Фичмен           | 6-4 5-7 [5-10]    |
| 16. | 12 января 2024   | Аделаида, Австралия          | Хард       | Каролин Гарсия      | Тейлор Таунсенд Беатрис Хаддад Майя   | 5-7 3-6           |
| 17. | 6 сентября 2024  | Открытый чемпионат США (3)   | Хард       | Чжан Шуай           | Людмила Киченок Елена Остапенко       | 4-6 3-6           |
| 18. | 8 февраля 2025   | Абу-Даби, ОАЭ                | Хард       | Чжан Шуай           | Елена Остапенко Эллен Перес           | 2-6 1-6           |

### Финалы турнировWTA 125иITFв парном разряде (20)

#### Победы (15)
| №   | Дата            | Турнир                 | Покрытие    | Партнёрша            | Соперницы в финале                  | Счёт           |
| 1.  | 10 апреля 2009  | Фоджа, Италия          | Грунт       | Марлотт Медденс      | Анастасия Гримальская Лара Меччико  | 7-6(3) 6-0     |
| 2.  | 15 апреля 2011  | Касабланка, Марокко    | Грунт       | Сандра Клеменшиц     | Магда Линетт Катажина Питер         | 6-3 3-6 [10-8] |
| 3.  | 17 июня 2011    | Падуя, Италия          | Грунт       | Катажина Питер       | Ирина Бурячок Река-Луца Яни         | 6-4 6-3        |
| 4.  | 22 октября 2011 | Глазго, Великобритания | Хард (зал)  | Эмма Лайне           | Ивонн Мойсбургер Штефани Фогт       | 6-2 6-4        |
| 5.  | 6 ноября 2011   | Нант, Франция          | Хард (зал)  | Стефани Форетц Гакон | Ева Грдинова Жюли Куэн              | 6-0 6-4        |
| 6.  | 12 ноября 2011  | Ополе, Польша          | Ковёр (зал) | Наоми Броуди         | Паула Каня Магда Линетт             | 7-6(5) 6-4     |
| 7.  | 19 ноября 2011  | Братислава, Словакия   | Хард (зал)  | Наоми Броуди         | Каролина Плишкова Кристина Плишкова | 5-7 6-4 [10-2] |
| 8.  | 4 ноября 2012   | Тайбэй, Тайвань        | Хард (зал)  | Чжань Хаоцин         | Ольга Говорцова Чжан Кайчжэнь       | 5-7 6-2 [10-8] |
| 9.  | 14 мая 2022     | Париж, Франция         | Грунт       | Беатрис Хаддад Майя  | Оксана Калашникова Мию Като         | 5-7 6-4 [10-4] |
| 10. | 11 декабря 2022 | Дубай, ОАЭ             | Хард        | Тимея Бабош          | Катерина Володько Магдалена Френх   | 6-1 6-3        |
| 11. | 9 июля 2023     | Гаага, Нидерланды      | Грунт       | Аранча Рус           | Ясмейн Гимбрере Изабелла Хаверлаг   | 6-4 6-0        |
| 12. | 22 октября 2023 | Шэньчжэнь, Китай       | Хард        | Моюка Утидзима       | Тимея Бабош Катерина Володько       | 6-2 7-5        |
| 13. | 17 марта 2024   | Аламинос, Кипр         | Грунт       | Тена Лукас           | Кристина Дину Франческа Курми       | 6-4 7-5        |
| 14. | 23 июня 2024    | Илкли, Великобритания  | Трава       | Елена-Габриэла Русе  | Куинн Глисон Тан Цяньхуэй           | 6-2 6-2        |
| 15. | 10 ноября 2024  | Кали, Колумбия         | Грунт       | Вероника Эрьявец     | Тара Вюрт Катарина Завацкая         | 6-2 7-6(4)     |

#### Поражения (5)
| №  | Дата           | Турнир                | Покрытие   | Партнёрша          | Соперницы в финале                | Счёт           |
| 1. | 2 мая 2010     | Кань-сюр-Мер, Франция | Грунт      | Стефани Коэн-Алоро | Мервана Югич-Салкич Дарья Юрак    | 6-0 2-6 [5-10] |
| 2. | 2 октября 2010 | Хельсинки, Финляндия  | Хард (зал) | Юлия Бейгельзимер  | Кики Бертенс Ришел Хогенкамп      | 3-6 5-7        |
| 3. | 9 ноября 2014  | Лимож, Франция        | Хард (зал) | Тимея Бабош        | Рената Ворачова Катерина Синякова | 6-2 2-6 [5-10] |
| 4. | 21 апреля 2024 | Оэйраш, Португалия    | Грунт      | Хэрриет Дарт       | Матильда Жорже Франсиска Жорже    | 0-6 4-6        |
| 5. | 24 ноября 2024 | Колина, Чили          | Грунт      | Леолия Жанжан      | Нина Стоянович Маяр Шериф         | Без игры       |

### Финалы турниров Большого шлема в смешанном парном разряде (5)

#### Победы (3)
| №  | Год  | Турнир                           | Покрытие | Партнёр        | Соперники в финале           | Счёт        |
| 1. | 2013 | Уимблдон                         | Трава    | Даниэль Нестор | Лиза Реймонд Бруно Соарес    | 5-7 6-2 8-6 |
| 2. | 2014 | Открытый чемпионат Австралии     | Хард     | Даниэль Нестор | Хория Текэу Саня Мирза       | 6-3 6-2     |
| 3. | 2022 | Открытый чемпионат Австралии (2) | Хард     | Иван Додиг     | Джейсон Каблер Джейми Форлис | 6-3 6-4     |

#### Поражения (2)
| №  | Год  | Турнир                       | Покрытие | Партнёр        | Соперники в финале               | Счёт           |
| 1. | 2013 | Открытый чемпионат Франции   | Грунт    | Даниэль Нестор | Франтишек Чермак Луция Градецкая | 6-1 4-6 [6-10] |
| 2. | 2015 | Открытый чемпионат Австралии | Хард     | Даниэль Нестор | Леандер Паес Мартина Хингис      | 4-6 3-6        |

### Финалы командных турниров (3)

#### Победы (2)
| №  | Год  | Турнир          | Команда                                     | Соперник в финале                         | Счёт в финале |
| 1. | 2017 | Кубок Хопмана   | Франция · К.Младенович, Р.Гаске             | США · К.Вандевеге, Дж. Сок                | 2—1           |
| 2. | 2019 | Кубок Федерации | Франция К.Гарсия, К.Младенович, П.Парментье | Австралия Э.Барти, С.Стосур, А.Томлянович | 3—2           |

#### Поражения (1)
| №  | Год  | Турнир          | Команда                                 | Соперник в финале                       | Счёт в финале |
| 1. | 2016 | Кубок Федерации | Франция К.Гарсия, А.Корне, К.Младенович | Чехия П.Квитова, К.Плишкова, Б.Стрыцова | 2—3           |

## История выступлений на турнирах
По состоянию на 17 марта 2025 года
Для того, чтобы предотвратить неразбериху и удваивание счета, информация в этой таблице корректируется только по окончании участия там данного игрока.
| Турнир                       | 2009          | 2010          | 2011          | 2012  | 2013          | 2014          | 2015          | 2016  | 2017          | 2018          | 2019          | 2020          | 2021          | 2022          | 2023          | 2024          | 2025          | Итог   | В/П за карьеру |
| ---------------------------- | ------------- | ------------- | ------------- | ----- | ------------- | ------------- | ------------- | ----- | ------------- | ------------- | ------------- | ------------- | ------------- | ------------- | ------------- | ------------- | ------------- | ------ | -------------- |
| Турниры Большого шлема       |               |               |               |       |               |               |               |       |               |               |               |               |               |               |               |               |               |        |                |
| Открытый чемпионат Австралии | 1Р            | К             | К             | К     | 2Р            | 1Р            | 2Р            | 3Р    | 1Р            | 1Р            | 1Р            | 1Р            | 3Р            | 1Р            | К             | -             | К             | 0 / 11 | 6-11           |
| Открытый чемпионат Франции   | 1Р            | 1Р            | 1Р            | 1Р    | 2Р            | 3Р            | 3Р            | 3Р    | 1/4           | 1Р            | 2Р            | 1Р            | 2Р            | 1Р            | 1Р            | 1Р            |               | 0 / 16 | 13-16          |
| Уимблдонский турнир          | -             | -             | -             | 1Р    | 1Р            | 1Р            | 3Р            | 1Р    | 2Р            | 3Р            | 2Р            | НП            | 1Р            | 1Р            | К             | К             |               | 0 / 10 | 6-10           |
| Открытый чемпионат США       | 1Р            | -             | К             | 3Р    | 2Р            | 1Р            | 1/4           | 2Р    | 1Р            | 2Р            | 2Р            | 2Р            | 1Р            | К             | К             | К             |               | 0 / 11 | 11-11          |
| Итог                         | 0 / 3         | 0 / 1         | 0 / 1         | 0 / 3 | 0 / 4         | 0 / 4         | 0 / 4         | 0 / 4 | 0 / 4         | 0 / 4         | 0 / 4         | 0 / 3         | 0 / 4         | 0 / 3         | 0 / 1         | 0 / 1         | 0 / 0         | 0 / 48 |                |
| В/П в сезоне                 | 0-3           | 0-1           | 0-1           | 2-3   | 3-4           | 2-4           | 9-4           | 5-4   | 5-4           | 3-4           | 3-4           | 1-3           | 3-4           | 0-3           | 0-1           | 0-1           | 0-0           |        | 36-48          |
| Олимпийские игры             |               |               |               |       |               |               |               |       |               |               |               |               |               |               |               |               |               |        |                |
| Летняя олимпиада             | Не проводился | Не проводился | Не проводился | -     | Не проводился | Не проводился | Не проводился | 2Р    | Не проводился | Не проводился | Не проводился | Не проводился | 1Р            | Не проводился | Не проводился | -             | НП            | 0 / 2  | 1-2            |
| Итоговые турниры             |               |               |               |       |               |               |               |       |               |               |               |               |               |               |               |               |               |        |                |
| Трофей элиты                 | -             | -             | -             | -     | -             | -             | -             | -     | Группа        | -             | -             | Не проводился | Не проводился | Не проводился | -             | Не проводился | Не проводился | 0 / 1  | 0-2            |

К — проигрыш в квалификационном турнире.
| Турнир                       | 2008  | 2009          | 2010          | 2011          | 2012  | 2013          | 2014          | 2015          | 2016  | 2017          | 2018          | 2019          | 2020          | 2021  | 2022          | 2023          | 2024  | 2025  | Итог   | В/П за карьеру |
| ---------------------------- | ----- | ------------- | ------------- | ------------- | ----- | ------------- | ------------- | ------------- | ----- | ------------- | ------------- | ------------- | ------------- | ----- | ------------- | ------------- | ----- | ----- | ------ | -------------- |
| Турниры Большого шлема       |       |               |               |               |       |               |               |               |       |               |               |               |               |       |               |               |       |       |        |                |
| Открытый чемпионат Австралии | -     | -             | -             | -             | 3Р    | 1Р            | 2Р            | 2Р            | 3Р    | 1/2           | П             | Ф             | П             | -     | 2Р            | 2Р            | 1/4   | 1/4   | 2 / 13 | 35-11          |
| Открытый чемпионат Франции   | 1Р    | 1Р            | 1Р            | 2Р            | 2Р    | 1/4           | 3Р            | 2Р            | П     | 3Р            | 1/4           | П             | П             | -     | П             | 2Р            | -     |       | 4 / 15 | 38-11          |
| Уимблдонский турнир          | -     | -             | -             | -             | 2Р    | 2Р            | Ф             | 1/2           | 1/4   | 1/4           | 1/4           | 1/2           | НП            | 1Р    | -             | -             | 3Р    |       | 0 / 10 | 25-10          |
| Открытый чемпионат США       | -     | -             | -             | -             | 2Р    | 3Р            | 1Р            | 3Р            | Ф     | 3Р            | Ф             | 1/4           | 2Р            | -     | 1/4           | -             | Ф     |       | 0 / 11 | 29-10          |
| Итог                         | 0 / 1 | 0 / 1         | 0 / 1         | 0 / 1         | 0 / 4 | 0 / 4         | 0 / 4         | 0 / 4         | 1 / 4 | 0 / 4         | 1 / 4         | 1 / 4         | 2 / 3         | 0 / 1 | 1 / 3         | 0 / 2         | 0 / 3 | 0 / 1 | 6 / 49 |                |
| В/П в сезоне                 | 0-1   | 0-1           | 0-1           | 1-1           | 5-4   | 6-4           | 8-4           | 8-4           | 16-3  | 11-4          | 17-3          | 17-3          | 13-0          | 0-1   | 10-2          | 2-2           | 10-3  | 3-1   |        | 127-42         |
| Олимпийские игры             |       |               |               |               |       |               |               |               |       |               |               |               |               |       |               |               |       |       |        |                |
| Летняя олимпиада             | -     | Не проводился | Не проводился | Не проводился | 1Р    | Не проводился | Не проводился | Не проводился | 1Р    | Не проводился | Не проводился | Не проводился | Не проводился | 1Р    | Не проводился | Не проводился | -     | НП    | 0 / 3  | 0-3            |
| Итоговые турниры             |       |               |               |               |       |               |               |               |       |               |               |               |               |       |               |               |       |       |        |                |
| Финал тура WTA               | -     | -             | -             | -             | -     | -             | -             | Группа        | 1/2   | -             | П             | П             | НП            | -     | -             | -             | -     |       | 2 / 4  | 10-3           |

| Турнир                       | 2010          | 2013          | 2014          | 2015          | 2016  | 2018          | 2019          | 2021  | 2022          | 2023          | 2025          | Итог   | В/П за карьеру |
| ---------------------------- | ------------- | ------------- | ------------- | ------------- | ----- | ------------- | ------------- | ----- | ------------- | ------------- | ------------- | ------ | -------------- |
| Турниры Большого шлема       |               |               |               |               |       |               |               |       |               |               |               |        |                |
| Открытый чемпионат Австралии | -             | -             | П             | Ф             | -     | -             | 2Р            | -     | П             | 2Р            | 1Р            | 2 / 6  | 15-4           |
| Открытый чемпионат Франции   | 1Р            | Ф             | 1/4           | 2Р            | 1/2   | 2Р            | -             | -     | -             | -             |               | 0 / 6  | 11-6           |
| Уимблдонский турнир          | -             | П             | 1/2           | 1/4           | -     | -             | -             | -     | -             | -             |               | 1 / 3  | 10-2           |
| Открытый чемпионат США       | -             | 1/2           | 1Р            | -             | -     | -             | -             | -     | 1Р            | -             |               | 0 / 3  | 3-3            |
| Итог                         | 0 / 1         | 1 / 3         | 1 / 4         | 0 / 3         | 0 / 1 | 0 / 1         | 0 / 1         | 0 / 0 | 1 / 2         | 0 / 1         | 0 / 1         | 3 / 18 |                |
| В/П в сезоне                 | 0-1           | 12-2          | 10-3          | 7-3           | 3-1   | 1-1           | 1-1           | 0-0   | 5-1           | 1-1           | 0-1           |        | 40-15          |
| Олимпийские игры             |               |               |               |               |       |               |               |       |               |               |               |        |                |
| Летняя олимпиада             | Не проводился | Не проводился | Не проводился | Не проводился | 1Р    | Не проводился | Не проводился | 1Р    | Не проводился | Не проводился | Не проводился | 0 / 2  | 0-2            |